# Kristin Cavallari
Kristin Elizabeth Cavallari, född 5 januari 1987 i Denver, Colorado, USA, är en amerikansk fotomodell och dokusåpastjärna.
Cavallari är mest känd för sin medverkan i MTV:s Laguna Beach: The Real Orange County och spin-offen The Hills där hon innehade huvudrollen efter det att Lauren Conrad lämnat serien i säsong 5.
Hon har medverkat i musikvideon till Teddy Geigers debutlåt For You I Will (Confidence), där hon spelar en populär tjej som dumpar sin pojkvän och faller för en snygg musiker. Hon spelar även Gavin Degraws flickvän i musikvideon till hans låt In love with a girl. Cavallari har även haft en liten roll i TV-serien Veronica Mars.

## Filmografi
| Film        | Film                                         | Film            | Film       |
| År          | Film                                         | Roll            | Övrigt     |
| ----------- | -------------------------------------------- | --------------- | ---------- |
| 2008        | Fingerprints                                 | Crystal         |            |
| 2008        | Spring Breakdown                             | Seven #3        |            |
| 2008        | Green Flash                                  | Lana            |            |
| 2009        | Wild Cherry                                  | Trish Van Doren |            |
| 2009        | National Lampoon's Van Wilder: Freshman Year | Kaitlin Hays    |            |
| Television  |                                              |                 |            |
| År          | Titel                                        | Roll            | Övrigt     |
| 2006        | Get This Party Started                       | Värd            | 2 avsnitt  |
| 2006        | Veronica Mars                                | Kylie Marker    | 1 avsnitt  |
| 2007        | Cheerleader Camp                             | Julie           | TV-film    |
| 2007        | Cane                                         | Casey           | 1 avsnitt  |
| 2008        | CSI: NY                                      | Isabelle Vaughn | 1 avsnitt  |
| 2009        | The Hills                                    | Sig själv       | Säsong 5-6 |
| Musikvideor |                                              |                 |            |
| År          | Titel                                        | Artist          | Övrigt     |
| 2006        | For You I Will (Confidence)                  | Teddy Geiger    |            |
| 2008        | In Love with a Girl                          | Gavin Degraw    |            |